# André Weckmann
André Weckmann (ur. 30 listopada 1924 w Steinbourgu koło Saverne, Alzacja, zm. 29 lipca 2012) – poeta, prozaik, eseista piszący po francusku, niemiecku i alzacku.
W czasie II wojny światowej przymusowo wcielony do Wehrmachtu, został ranny na froncie wschodnim. w 1944 roku uciekł z armii niemieckiej i ukrywał się do czasu wyzwolenia Alzacji przez wojska USA. Od 1960 roku wykładał język francuski. Jest autorem wielu podręczników pedagogicznych i metodycznych. Zdecydowany przeciwnik totalitaryzmów, populizmu, działacz obywatelski, regionalny, proekologiczny i zagorzały orędownik przyjaźni francusko-niemieckiej, a także miłośnik i obrońca języka i tożsamości alzackiej. Otrzymał m.in. nagrody: Johann Peter Hebel-Preis (1976), Jacob Burckhardt-Preis (1986), Gustav Regler-Literaturpreis (1999), Prix Européen de Langue Régionale (2002).

## Twórczość

### Poezja
- 1975 – Schang d’sunn schint schun lang
- 1976 – Haxschissdrumerum
- 1980 – Fremdi Getter
- 1983 – Bluddi Hand
- 1983 – Landluft
- 1986 – Apfel am Winterbaum
- 1989 – Elsassischi Grammatik oder ein Versuch die Sprache auszuloten

### Proza
- 1969 – Sechs Briefe aus Berlin
- 1973 – Geschichten aus Soranien, ein elsässissches Anti-Epos
- 1977 – Die Fahrt nach Wyhl, eine elsässissche Irrfahrt
- 1981 – Wie die Würfel fallen
- 1986 – Odile oder das magische Dreieck
- 1992 – Simon Herzog, fragments de substance
- 2003 – Tamieh. Heimat
- 2005 – Schwarze Hornissen. Erzählungen.

### Dzieła w języku francuskim
- 1968 – Les Nuits de Fastov
- 1975 – Fonse ou l’éducation alsacienne
- 1988 – La Roue du paon, version française du roman Odile oder das magische Dreieck

### CD
- René Egles, André Weckmann: Wihnachtszitt (1996)[2]